# Farní sbor Českobratrské církve evangelické v Nosislavi
Farní sbor Českobratrské církve evangelické v Nosislavi je jedním z prvních tolerančních sborů na Moravě (po tzv. tolerančním patentu). Patřil mezi reformované sbory. Jeho prvním kazatelem byl již v roce 1782 Michal Blažek, pozdější významný představitel církve. Historii sboru zachycuje publikace I zůstávali v učení apoštolském.
Bohoslužby se v létě konají v evangelickém kostele z let 1872–1876 a v zimě v Husově domě. Zde a v budově fary se konají i mnohé jiné aktivity. Všechny tři objekty stojí v Masarykově ulici. Sbor má kazatelskou stanici s evangelickou modlitebnou v Přibicích. Do nedávna[kdy?] se scházeli evangelíci i v Přísnoticích v budově základní školy.
Farářem je od roku 2023 Petr Chlápek, kurátorem sboru je Vladimír Lukl.

## Seznam farářů

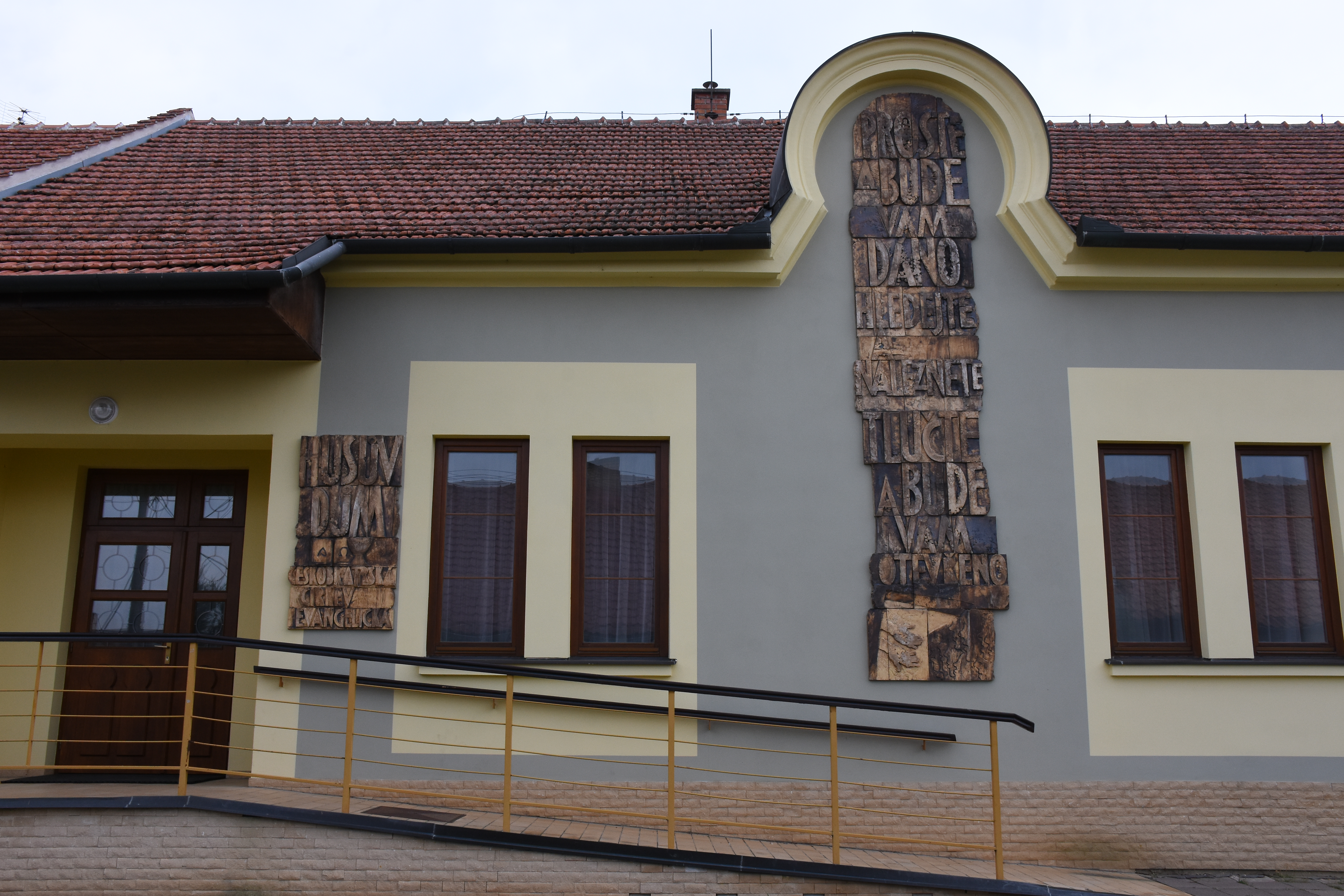
Husův dům v Nosislavi

- Michal Blažek (1782–1784)
- János Intzédy (1784–1785)
- Sándor Kún (1785–1792)
- György Nagy (1792–1797)
- Pavel Blažek (1797–1806)
- Sándor Kún (1808–1836)
- Vilém Kún (1836–1849)
- Jan Beneš (1849–1863)
- Daniel Nešpor (1864–1903)
- Bohumil Radechovský (1904–1909)
- František Pokora (1910–1922)
- Jan Amos Vališ (1922–1925)
- Pavel Nešpor (1925–1951)
- Zdeněk Navrátil (1951–1969)
- Pravdomil Brchaň (1970–1986)
- Ctirad Novák (1987–1997)
- Jarmila Řezníčková (1998–2001)
- Marián Šusták (2003–2008)
- Ondřej Macek (2009–2021)
- Petr Chlápek (2023–dosud)

## Seznam kurátorů
- Jan Zbytek (1861–1880)
- Jan Drobný (1880–1895)
- František Lukl (1895–1901)
- Pavel Mikulášek (1901–1906)
- František Lukl (1906–1911)
- Josef Pavlík (1911–1922)
- Jan Dostál (1922–1946)
- Adolf Hlaváček (1946–1952)
- Jaroslav Mikulášek (1952–1958)
- Jaroslav Lukl (1958–1960)
- Blahoslav Dobrovolný (1960–1984)
- Vlastimil Dobrovolný (1984–1996)
- Hana Svobodová (1996–2000)
- Vladimír Lukl (od roku 2000)